# Gaston de Chasseloup-Laubat
Gaston de Chasseloup-Laubat (7. června 1866, podle jiných zdrojů 1867 Paříž – 20. listopadu 1903, Le Cannet) byl francouzský šlechtic a automobilový závodník.

## Život

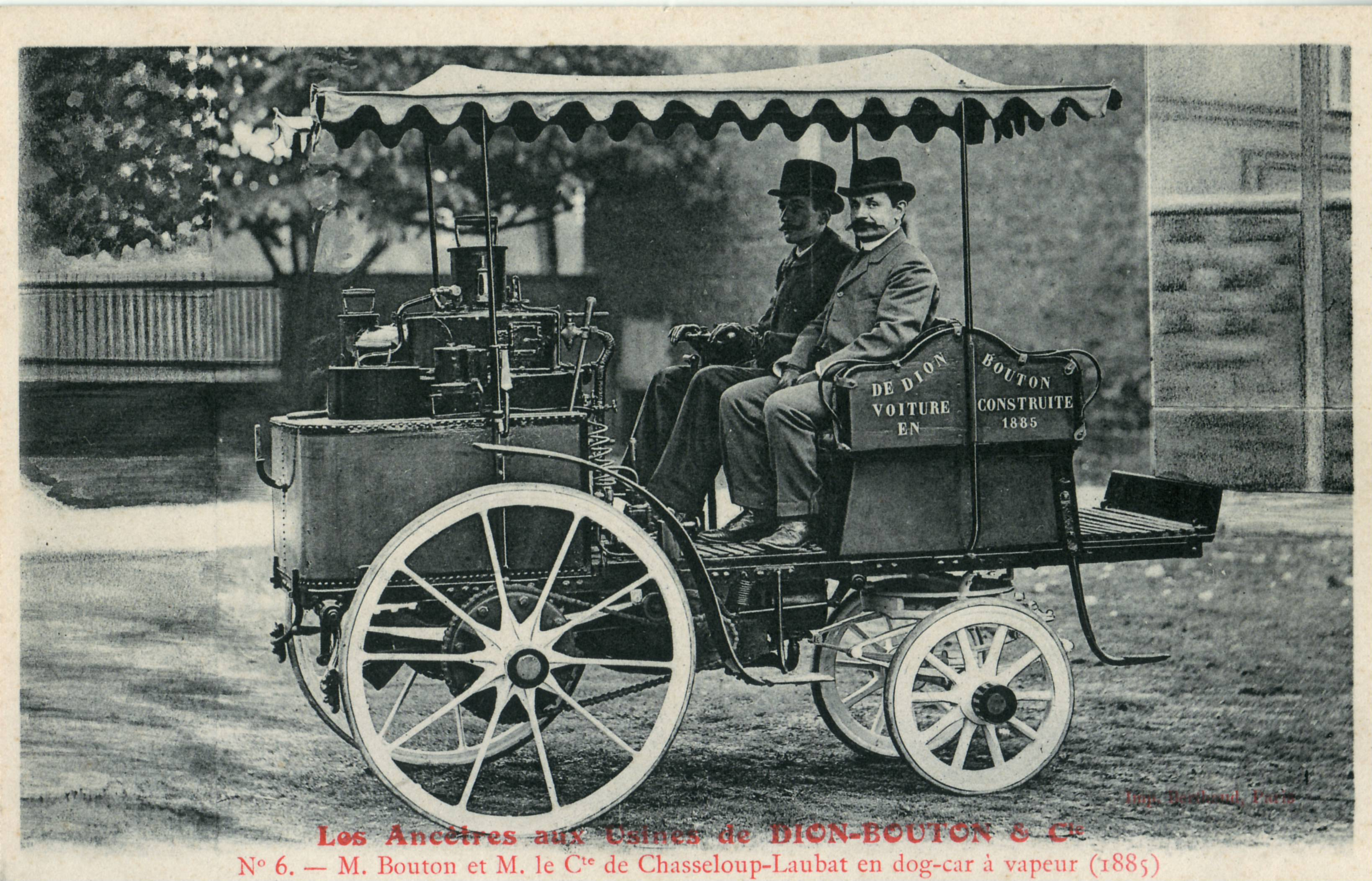
Georges Bouton a hrabě de Chasseloup-Laubat v parním automobilu Trépardoux & Cie. (1885), pravděpodobně jde o vůz, který zvítězil v závodě Marseille-La Turbie v roce 1897

Gaston de Chasseloup-Laubat v roce 1895 koupil parní vůz firmy Trépardoux & Cie. z Paříže, předchůdce firmy De Dion-Bouton, a účastnil se s ním několika „jízd spolehlivosti“ v pionýrské éře automobilismu. V počátcích automobilových závodů patřil mezi přední jezdce, jeho největším úspěchem je vítězství v závodě Marseille–La Turbie, jednom ze tří podniků Grand Prix Francie v roce 1897 a třetí místo v 2172 kilometrů dlouhém etapovém závodě Tour de France o dva roky později. Zatímco první závod absolvoval ve voze De Dion-Bouton, druhý jel s vozem Panhard & Levassor.
Francouzský šlechtic byl také prvním člověkem, který zajel se silničním vozidlem zaznamenaný rychlostní rekord: 18. prosince 1898 v soutěži vypsané týdeníkem La France Automobile projel s elektromobilem Jeantaud v Achères kilometr s letmým startem za 57 sekund průměrnou rychlostí 63,13 km/h. O měsíc později 17. ledna opět v Achères hodnotu rekordu zvýšil na 66,65 km/h, stalo se tak v prvním ze série duelů s Belgičanem Jenatzym. O deset dní později jel Camille Jenatzy rychlostí 80,35 km/h.
Chasseloup-Laubat svůj výkon v duelu 4. března 1899 zlepšil na 92,16 km/h. Svými výkony si získal přezdívku Elektrický hrabě. Tento jeho rekord 29. dubna 1899 ve vlastnoručně postaveném elektromobilu La Jamais Contente („Věčně nespokojená“) překonal opět Camille Jenatzy, který jako první člověk na světě překonal hranici 100 km/h (105,3 km/h).
Hrabě Gaston de Chasseloup-Laubat zemřel v Le Cannet u Cannes 20. listopadu 1903 po dvouleté nemoci.